# 渡板

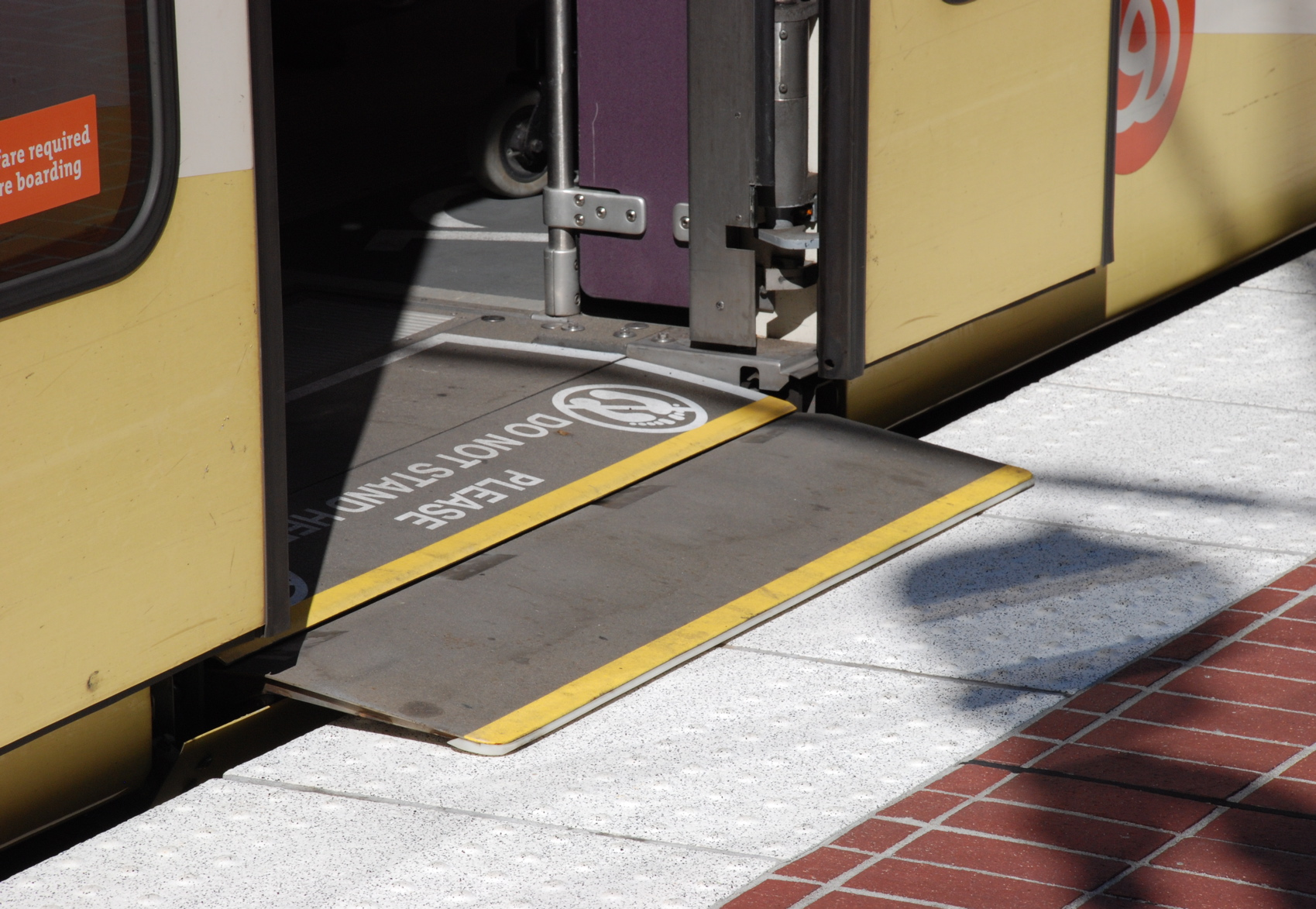
低地板轻轨车辆上伸展的渡板

渡板（英語：Bridge Plate），是一种机械、可移动形式的轮椅坡道，设置于一些低地板轻轨铁路车辆供轮椅上下之用。渡板由车辆伸出至站台，同时站台高度必须升至接近车厢地板水平，令轮椅不需要通过过于陡峭的斜坡抵达车门（美国残疾人法案规定坡度不得超过每12英寸（30.48厘米）长度上升1英寸（2.54厘米））。 一些低地板巴士亦采用渡板（在此情况下延伸至路缘）以供轮椅上下，但是许多低地板巴士使用斜板，斜板通常是地板的一部分，但可以借助门口铰链翻出并放置在路缘或路面上；在此情况下斜板可以替代渡板作为轮椅坡道，同时避免过于陡峭的坡度。
渡板可以由车辆操作员或其他工作人员手动放置，亦可是带动力的可伸缩坡道形式。 北美首先配备可伸缩渡板的铁路车辆是俄勒冈州波特兰TriMet捷运系统的西门子SD660轻轨列车， 首列出厂于1996年。早些时候，1987年开业的萨克拉门托轻轨系统，在每个站台设有一段加高部分，配合固定在站台的手动渡板，覆盖高站台和列车地板之间的空隙。

## 参看
- 轮椅升降机（英语：Wheelchair Lift）